# Туристичка организација Лајковац
| Туристичка организација Лајковац |                                                                            |
| Оснивач                          | Општина Лајковац                                                           |
| Основана:                        | 2011.                                                                      |
| Седиште:                         | Омладински трг 1 · Лајковац Србија                                         |
| Директор:                        | Милутин Ранковић                                                           |
| Веб презентација                 | https://web.archive.org/web/20170227195239/http://www.turizamlajkovac.org/ |

Туристичка организација Лајковац је једна од јавних установа општине Лајковац, основана 2011. године, регистрована је као установа која има за циљ да промовише и помогне очување богате туристичко-културне ризнице општине Лајковац, док су агенцијски послови у другом плану.

## Потенцијал и понуда
На територији варошице препознатљиве стара окретница локомотива, ложионица и водоторањ, али и у уколини површински копови РЕИК Колубара – Тамнава западно поље, значајни су предуслови за развој индустријског туризма, који у земљама Европе побуђује изузетну пажњу. 
Питома колубарска котлина, нуди природне лепоте са воденицом на Колубари која жито меље, са седам каменова. На територији општине постоје трагови старог Рима, средњевековне Србије, првог српског устанка, битака првог и Другог светског рата.
Уз културно уметнички садржај и манифестације обичаја и фолклора Туристичка организација са библиотеком, културним центром, уз помоћ образовних установа, употпуњује културни и туристички садржај и понуду лајковачке општине.